# Sorex ixtlanensis
Sorex ixtlanensis är en näbbmus som förekommer i södra Mexiko. Populationen ingick tidigare i Sorex veraepacis och den godkänns sedan 2007 som art.

## Utseende
Arten blir 66 till 77 mm lång (huvud och bål), svanslängden är 45 till 67 mm och bakfötterna är 14 till 16 mm långa. Vikten uppskattas med 6 g. Håren som bildar pälsen har olika färgavsnitt i rödblond och mörkbrun. Undersidan är ljusare på grund av ljusa hårspetsar. Svansen är däremot helt mörk. Avvikande detaljer av tänderna och kraniet skiljer Sorex ixtlanensis från andra släktmedlemmar.

## Utbredning
Denna näbbmus har två från varandra skilda populationer i sydvästra Mexiko. Den lever i bergstrakter mellan 1900 och 3000 meter över havet. Individerna vistas i barrskogar med några inblandade ekar som kännetecknas av ett djupt lövskikt samt mjuk jord under lövskiktet.

## Status
IUCN listar arten med kunskapsbrist (DD).